# Aperiovula
Aperiovula là một chi ốc biển, là động vật thân mềm chân bụng sống ở biển thuộc họ Ovulidae.

## Các loài
Các loài thuộc chi Apriovula bao gồm:
- Aperiovula adriatica
- Aperiovula juanjosensii